# Первомайская (Псковская область)
Первома́йская — деревня в Гдовском районе Псковской области России. Входит в Полновскую волость (с 2015 года).

## География
Расположена на юго-востоке района, в 20 км к востоку от села Ямм.

## История
С 1995 до 2015 годов деревня была административным центром Первомайской волости Гдовского района. С 1965 до 1995 годов была центром Первомайского сельсовета.

## Население
| 2001 | 2002 | 2010 |
| ---- | ---- | ---- |
| 112  | ↗121 | ↘101 |

Численность населения деревни на 2000 год 112 человек, на 2009 год — 136 человек.